# Шан, Иосиф Иванович
Иосиф Иванович Шан (1942—1990) — советский художник-график. Лауреат Государственной премии Удмуртской АССР (1987), лауреат премии ЦК ВЛКСМ (1977).

## Биография
Иосиф Шан родился в 1942 году в Одессе. В 1973 году окончил художественно-графический факультет Удмуртского государственного университета, после чего занимался промышленной графикой на ижевских заводах (в частности, на заводе «Ижсталь»), книжной графикой. Ведущее место в его творчестве занимал плакат, в котором важную роль играли поэтическая символика, художественная метафора, использовались приёмы из арсенала промышленной графики, фотомонтаж и другие средства выразительности.
Основной тематикой Шана являлись знаменательные даты в истории Удмуртии и страны. Среди лучших его плакатов — «Конституция СССР» (1977, отмечен премией ЦК ВЛКСМ и Министерства культуры РСФСР), «Посеешь дружбу, пожнёшь характер» (1979, диплом Министерства культуры СССР), «Единству — цвести!» (1984, 2-я премия и диплом Министерства культуры СССР), триптих «60 лет УАССР» (1980), триптих «СССР — оплот мира» (1987, 2-я премия издательства «Плакат»), серия плакатов «Мы — мирные люди» (1985). За плакат «Наше богатство в нашем единстве» в 1987 году был удостоен Государственной премии Удмуртской АССР.
С 1974 года являлся участником региональных, всесоюзных и международных выставок, в том числе: в 1978 году — выставки произведений советских художников во Франции, в 1979 и 1984 годах — Международной выставки плаката, посвящённой польско-советской дружбе.